# Benjamin Burnley
Benjamin Jackson Burnley IV föddes den 10 mars 1978 i Atlantic City, New Jersey och växte upp i Ocean City, New Jersey innan familjen flyttade till Selinsgrove, Snyder County i Pennsylvania då han var 12 år gammal. Då Benjamin Burnley var 16 år flyttade han till Wilkes-Barre, Pennsylvania. Han är sångare och gitarrist i Post-Grunge/hårdrocksbandet Breaking Benjamin. 
Han lärde sig själv att spela gitarr genom att lyssna på Nirvanas album Nevermind. I sin ungdom, tiden innan Breaking Benjamin, ägnade han sig åt att uppträda solo på olika kafén under sitt eget namn Benjamin. 
Benjamin och Jeremy Hummel startade tillsammans Breaking Benjamin. Efter de två första skivorna Saturate och We Are Not Alone lämnade Jeremy Hummel bandet och ersattes av Chad Szeliga.
Benjamin Burnley har också lånat ut sina sång- och låtskrivar-talanger till andra artister. Han har framfört många liveduetter med andra alternativa metallband som Three Days Grace, Evans Blue och Disturbed. Han gjorde en gästuppträdande på en speciell remix av The Drama Clubs singel "Brand New Day". Han skrev också hitlåten "Shadows" till det kristna rockbandet Red och Madam Adam-låten "Forgotten". Burnley har samarbetat med före detta Three Days Grace-sångaren Adam Gontier om en låt med titeln "The End of the Day".

## Diskografi
Studioalbum med Breaking Benjamin
- 2002 – Saturate
- 2004 – We Are Not Alone
- 2006 – Phobia
- 2009 – Dear Agony
- 2015 – Dark Before Dawn
- 2018 – Ember